# Simon Callow
Pour les articles homonymes, voir Callow.
Simon Callow, né le 13 juin 1949 à Londres, est un acteur et écrivain britannique.
Il a écrit les biographies d'Orson Welles et de Charles Laughton.

## Biographie

### Jeunesse
Simon naît à Londres, dans le quartier de Streatham (situé rive droite). Il est le fils d'Yvonne Mary (née Guise), secrétaire, et de Neil Francis Callow, homme d'affaires anglais.
Il fait ses études au London Oratory School, une école privée catholique — qu'ont également fréquentée les enfants de Tony Blair —, puis au Queen's University of Belfast (‘Queen's’) en Irlande du Nord. Il ne les achève pas, et intègre le Centre Dramatique de Londres (Drama Centre London).

### Carrière
C'est en travaillant à la billetterie du Royal National Theatre, à l'époque où Sir Laurence Olivier en était le directeur artistique, que Simon Callow fait ses premiers pas dans un théâtre. En assistant aux répétitions, il sent en lui-même un goût pour la déclamation, la vocation d'acteur et la passion de la scène.
Il fait ses débuts pendant les années 1970. Il joue notamment dans Passing By, une pièce du dramaturge américain Martin Sherman au Gay Sweatshop theatre company. En 1977, il interprète plusieurs rôles dans une pièce d'Howard Brenton : Epsom Downs au Joint Stock Theatre Company, une compagnie fondée à Londres en 1974 par David Hare, Max Stafford-Clark et David Aukin. En 1979, il est à l'affiche de The Soul of the White Ant de Snoo Wilson dans un établissement situé dans le quartier de Soho, le Soho Poly.
Bien que très apprécié au théâtre par la critique spécialisée, il ne se fait véritablement un nom auprès du grand public que grâce à la télévision et au cinéma. Sa première apparition télévisée aurait pu remonter à 1975 dans un épisode de la série Carry On Laughing ; il a effectivement tourné dans un épisode, intitulé Orgy and Bess, mais il a été coupé au montage. En revanche, il peut donner toute la mesure de son talent dans la série Chance in a Million, dont il tient le personnage principal, Tom Chance ; et, plus tard, il se distingue dans Quatre mariages et un enterrement.
En 1984, il partage l'affiche d'Amadeus, dont il connaissait bien le scénario, pour en avoir tenu le rôle de Mozart, en 1979, sur les planches du Royal National Theatre.
À la même époque, il commence une carrière d'écrivain. Dans un premier livre autobiographique qu'il publie en 1984, Dans la Peau d'un Acteur (Being An Actor), il retrace son itinéraire artistique, et s'épanche, plus généralement, sur la passion de son métier d'acteur. L'ouvrage, qui paraît durant les années Thatcher, à un moment où le principe des théâtres subventionnés était remis en cause, avec de lourdes restrictions budgétaires, a suscité une certaine controverse.
Il écrit ensuite Love Is Where It Falls, une analyse poignante de ses onze ans de relation avec Peggy Ramsay (1908–1991), une agent renommée entre les années 1960 et 1980.
Il rédige également une biographie de Charles Dickens, qu'il a adaptée à de nombreuses reprises : au théâtre, dans un One Man Show : The Mystery of Charles Dickens de Peter Ackroyd, puis dans un film de Hans Christian Andersen, My Life as a Fairytale, et à la télévision, notamment dans An Audience with Charles Dickens (BBC, 1996) et dans The Unquiet Dead, un épisode spécial de la série Doctor Who.
En 1992, il met en scène une pièce de Sharman Macdonald, Shades, ainsi que la comédie musicale My Fair Lady, restée dans les mémoires pour sa mise en scène et les costumes de Jasper Conran. En 1995, il monte une version scénique des Enfants du Paradis pour la Royal Shakespeare Company, qui ne connaît pas un grand succès. Il met également en scène quelques productions lyriques. En 1994, Callow partage l'affiche de la série britannique Little Napoleons avec Saeed Jaffrey. En 1996, il dirige la trilogie Cantabile, une pièce a cappella pour quatre voix, composée par son ami Stephen Oliver.
En 2004, il prête sa voix au film d'animation Shoebox Zoo, dans lequel il incarne le personnage rusé et perfide de Wolfgang. Il apparaît également dans un épisode hors série de Little Britain.
Il joue le Count Fosco, un personnage sombre du roman de Wilkie Collins, La Femme en blanc (The Woman in White), d'abord pour le cinéma, en 1997, puis sur les planches du West End en 2005, dans la comédie musicale adaptée par Andrew Lloyd Webber.
En décembre 2004, il présente le spectacle de Noël du London Gay Men's Chorus, intitulé Un Noël très très gay (Make the Yuletide Gay) au Barbican Centre de Londres (centre fondé en 1991 par un groupe de six personnes, le London Gay Men’s Chorus est, à ce jour, avec ses 190 chanteurs et ses 230 membres, le chœur gay le plus célèbre et le plus important d'Europe).
En juillet 2006, le chœur d'enfants London Oratory School Schola annonce que Callow est l'un de ses nouveaux parrains, rejoignant ainsi la Princesse Michael de Kent, l'avocate Cherie Blair, ainsi que le compositeur et chef d'orchestre James MacMillan. Mais il manque de peu de donner sa démission en novembre 2007, après une controverse ayant secoué le Terrence Higgins Trust (une association caritative de lutte contre le SIDA, dont Callow est également l'un des membres fondateurs).
Il reprend le rôle de Wolfgang dans Shoebox Zoo et prête également sa voix au personnage de Hunter.
En février 2008, au festival de Chichester, il interprète le rôle du psychiatre Martin Dysart dans la pièce de Peter Shaffer, Equus. Du 11 juillet au 3 août 2008, Callow prend part au festival de Stratford du Canada grâce à son spectacle There Reigns Love, dans lequel il déclame des sonnets de William Shakespeare. Toujours en 2008, il se produit au festival international d'Édimbourg, récitant des monologues de Charles Dickens : Dr Marigold et Mr Chops, adaptés et mis en scène par Patrick Garland.
Entre mars et août 2009, il incarne Pozzo dans la pièce de Samuel Beckett, En attendant Godot, dans une production de Sean Mathias, donnant la réplique à Sir Ian McKellen (Estragon), Patrick Stewart (Vladimir) et Ronald Pickup (Lucky). Ils partent en tournée dans plusieurs villes de Grande-Bretagne : Malvern, Milton Keynes, Brighton, Bath, Norwich, Edimbourg, et Newcastle, s'établissant enfin à Haymarket.
De juin à novembre 2010, il part en tournée dans un One-man-show, Shakespeare: the Man from Stratford, écrit par  Jonathan Bate, mis en scène par Tom Cairns et produit par l'Ambassador Theatre Group. Le spectacle est rebaptisé Being Shakespeare pour les représentations programmées au Trafalgar Studios, dans le West End, prévues à partir du 15 juin 2011.
Callow a, enfin, écrit les biographies d'Oscar Wilde, de Charles Laughton et d'Orson Welles. Il publie une anthologie de Shakespeare, Shakespeare On Love, et apporte son soutien et sa contribution à la compagnie Actors on Shakespeare project, établie à Cambridge.
Callow a enregistré de nombreux livres audio, parmi lesquels The Twits and The Witches et de nombreuses œuvres de P. G. Wodehouse dans des versions abrégées (Very Good Jeeves, The Code of the Woosters, Aunts Aren't Gentlemen, etc.). Mélomane éclairé, il a signé plusieurs articles dans la revue Gramophone.

### Vie privée
En 1999, il est élevé au titre de Commander of the Order of the British Empire (CBE).
Il est l'un des premiers acteurs à révéler son homosexualité. Il le fait à l'occasion d'un livre autobiographique Dans la peau d'un acteur (Being An Actor), publié en 1984. Il compte parmi les gays les plus populaires de Grande-Bretagne ; il figure même à la 28e position de la liste établie en 2007 par le quotidien The Independent, des gays les plus influents de Grande-Bretagne.

## Filmographie

### Acteur

#### Cinéma
- 1984 : Amadeus de Miloš Forman : Emanuel Schikaneder / Papageno dans La Flûte enchantée
- 1985 : The Good Father de Mike Newell : Mark Varda
- 1985 : Chambre avec vue de James Ivory : le Révérend Arthur Beebe
- 1987 : Maurice de James Ivory : M. Ducie
- 1988 : Manifesto de Dušan Makavejev : chef de police Hunt
- 1990 : Bons Baisers d'Hollywood de Mike Nichols : Simon Asquith
- 1990 : Mr. & Mrs. Bridge de James Ivory : Dr. Alex Sauer
- 1992 : Retour à Howards End de James Ivory : le conférencier
- 1993 : Soft Top Hard Shoulder de Stefan Schwartz : Eddie Cherdowski
- 1994 : Quatre mariages et un enterrement de Mike Newell : Gareth
- 1994 : Street Fighter - L'ultime combat (titre québécois Bagarreur de rue) de Steven E. de Souza : Officiel A.N.
- 1995 : Victory de Mark Peploe : Zangiacomo
- 1995 : England, My England de Tony Palmer : Charles II
- 1995 : Jefferson à Paris de James Ivory : Richard Cosway
- 1995 : Ace Ventura en Afrique (titre québécois Ace Ventura 2 ou Ace Ventura: L'appel de la nature) de Steve Oedekerk : Vincent Cadby
- 1998 : The Scarlet Tunic de Stuart St. Paul : Captain Fairfax
- 1998 : Des chambres et des couloirs de Rose Troche : Keith
- 1998 : Shakespeare in Love (titre québécois Shakespeare et Juliette) de John Madden : Tilney, le maître des réjouissances
- 1999 : Junk de Ted Schillinger :
- 2001 : No Man's Land de Danis Tanovic : Soft
- 2002 : L'Incroyable Histoire de Patrick Smash (titre québécois Plein gaz) de Peter Hewitt : Sir John Osgood
- 2002 : Merci Docteur Rey de Andrew Litvack : Bob
- 2003 : Bright Young Things de Stephen Fry : le roi d'Anatolia
- 2004 : Georges et le Dragon de Tom Reeve : le roi Edgar
- 2004 : Le Fantôme de l'Opéra de Joel Schumacher : André
- 2005 : Rag Tale de Mary McGuckian : le garçon enrobé
- 2005 : The Civilization of Maxwell Bright de David Beaird : Mr. Wroth
- 2005 : Mr. Ripley et les Ombres de Roger Spottiswoode : directeur du théâtre
- 2005 : Le Témoin du marié de Stefan Schwartz : le publicateur du Big-Time
- 2006 : Some Break de Robert Ryan
- 2007 : Surveillance de Paul Oremlan : St John
- 2007 : Arn, chevalier du temple de Peter Flinth : père Henry
- 2008 : Le Diable dans le sang de Julian Doyle : Professeur Haddo / Aleister Crowley
- 2010 : Ice de James Hacking : Premier ministre
- 2010 : No Ordinary Trifle de Nick Copus : Guy Witherspoon
- 2010 : Natural Selection de Brett Foraker : Professeur Gwyndon
- 2010 : Acts of Godfrey de Johnny Daukes : Godfrey
- 2011 : Trois fois 20 ans de Julie Gavras
- 2017 : Le Dernier Vice-Roi des Indes de Gurinder Chadha : Cyril Radcliffe
- 2017 : Confident Royal de Stephen Frears : Giacomo Puccini
- 2017 : Hampstead de Joel Hopkins : le juge
- 2017 : Charles Dickens, l'homme qui inventa Noël de Bharat Nalluri : John Leech
- 2024 : Winnie-The-Pooh: Blood and Honey 2 de Rhys Frake-Waterfield (en) : Cavendish

#### Télévision
- 1981 : The Man of Destiny (téléfilm) de Desmond Davis : Napoléon
- 1982 : La Ronde (téléfilm) de Kenneth Ives
- 1984-1986 : Chance in a Million (série télévisée) : Tom Chance (18 épisodes)
- 1985 : Honour, Profit & Pleasure (téléfilm) de Anna Ambrose : George Frideric Handel
- 1986 : The Christmas Tree (téléfilm) de Herbert Wise : Jacob
- 1986 : The Madness Museum (téléfilm) de Nigel Evans
- 1986 : Dead Head (série télévisée) : Hugo Silver
- 1986 : David Copperfield (série télévisée) : Wilkins Micawber (7 épisodes)
- 1989 : Revolutionary Witness (téléfilm) de Jonathan Dent : Franciscus Palloy
- 1990-1993 : Screen Two (série télévisée) : Nathanial Quass (2 épisodes)
- 1991 : Bye Bye Columbus (téléfilm) de Peter Barnes : Friar Morcheno
- 1991 : Sherlock Holmes et la croix de sang (The Crucifer of Blood) (téléfilm) de Fraser Clarke Heston : inspecteur Lestrade
- 1991 : The Trials of Oz (téléfilm) de Sheree Folkson : John Mortimer
- 1995 : Le Passager clandestin (téléfilm) de Agustí Villaronga : Major Owens
- 1996 : An Audience with Charles Dickens (téléfilm) de Tom Kinninmont : Charles Dickens
- 1997 : The Woman in White (téléfilm) de Tim Fywell : Comte Fosco
- 1998-2002 : Scotland Yard, crimes sur la Tamise (Trial & Retribution) (série télévisée) : Rupert Halliday (3 épisodes)
- 2000 : The Mystery of Charles Dickens (téléfilm) de Patrick Garland : Charles Dickens
- 2000 : Robert's Rescue (téléfilm) de Andy Sommer : Florestan / Eusebius
- 2000 : Le Prix du silence (Deadly Appearances) (téléfilm) de George Bloomfield : Rick Spencer
- 2001 : Monde merveilleux de Hans Christian (Hans Christian Andersen: My Life as a Fairy Tale) (téléfilm) de Philip Saville: Charles Dickens
- 2004 : Shoebox Zoo (série télévisée) : Wolfgang le loup (12 épisodes)
- 2004 : Miss Marple (série télévisée) : Colonel Terence Melchett (épisode 1.01 : Un cadavre dans la bibliothèque)
- 2005: Rome (Saison 1, épisode 5) : Publius Servilius
- 2005 : Bob le majordome (Bob the Butler) de Gary Sinyor : Mr. Butler
- 2005 : Comic Relief: Red Nose Night Live 05 (téléfilm) : Amiral
- 2005 : Doctor Who (série télévisée) : Charles Dickens (épisode 1.03 : Des morts inassouvis)
- 2006 : Inspecteur Barnaby (Episode 2 saison 9) docteur Wellow
- 2006 : La Malédiction du pharaon (The Curse of King Tut's Tomb) (téléfilm) de Russell Mulcahy : George Russell
- 2007 : The Company (mini-série) de Mikael Salomon : Officier de liaison Elihu
- 2009 : Anatomy of Hope (téléfilm) de J. J. Abrams : Dr. George Griffen
- 2009 : Inspecteur Lewis (Saison 3, Épisode 4, Un rock immortel) : Vernon Oxe
- 2009 : The Sarah Jane Adventures (série télévisée) : Tree Blathereen (2 épisodes)
- 2011 : 2020 : Le Jour de glace (Ice) de Nick Copus : Premier ministre
- 2011 : Love's Kitchen de James Hacking : Guy Witherspoon[2]
- 2013 : Hercule Poirot (épisode 4 saison 13  Les travaux d'Hercule) : Dr Lutz
- 2014 : Plebs (épisode 6 saison 1 The candidate): Victor
- 2014 : Outlander (série télévisée, personnage récurrent, saisons 1 et 2) : Le Duc de Sandringham
- 2017 : Mindhorn (film Netflix) : son propre rôle
- 2017 : Inspecteur Barnaby (saison 19, épisode 6) : Vernon De Harthog
- 2021 : Hawkeye (série Disney+) : Armand Duquesne
- 2022 : Inside Number 9 (épisode 1, saison 8) : Dick

### Scénariste
- 2009 : Orson Welles Over Europe (téléfilm) de Hans Petch

### Réalisateur
- 1991 : The Ballad of the Sad Café

## Doublage
- 1987 : The Reluctant Dragon (téléfilm) de Bridget Appleby : voix du dragon
- 1996 : James et la Pêche géante (James and the Giant Peach) de Henry Selick : Grasshopper
- 1999 : Around the World in 80 Days (vidéofilm) : Phileas Fogg
- 2000 : Animated Epics: Don Quixote (téléfilm) de Miguel de Cervantes y Saavedra : Don Quixote de la Mancha
- 2001 : Un chant de Noël (Christmas Carol: The Movie) de Jimmy T. Murakami : Charles Dickens / Ebenezer Scrooge
- 2010 : The Mr. Men Movie de Mark Risley : Narrateur
- 2010 : Save Our Bacon de Peter Baynton : le directeur de Swinesbury